# Nuestros amantes
Nuestros amantes es una película española de comedia romántica estrenada el 3 de junio de 2016 escrita y dirigida por Miguel Ángel Lamata. Está protagonizada por Michelle Jenner y Eduardo Noriega, y en el reparto también destacan otros nombres como el de Amaia Salamanca, Fele Martínez y Gabino Diego.

## Argumento
Carlos (Eduardo Noriega) es un guionista exitoso pero frustrado que lidia con decepciones románticas y profesionales. Su esposa, María (Amaia Salamanca), ha pedido una separación de dos meses “para pensar las cosas” y él aspira a escribir una obra dramática seria, Bukowski y Capote en el infierno, en lugar de las tontas, populares pero vulgares películas de comedia en serie animadas, “Mema y Lerda” que él y su socio, Cristóbal (Fele Martínez) están serializando. Un día, en una librería-cafetería, Carlos conoce por casualidad a Irene (Michelle Jenner) y su vida cambia. Carlos ve a la bella y alegre Irene como una prototípica “chica duendecillo maníaca de ensueño” ("Manic Pixie Dream Girl", tipo de personaje prototípico en películas estadounidenses) que se sienta a su mesa y le propone un juego intrigante al que no puede resistirse: dos desconocidos deben dejar de lado las convenciones y pretensiones sin sentido que obstaculizan la franqueza y la sinceridad, compórtate de la manera inocente que lo hacen los niños cuando se encuentran por primera vez en un parque. Por lo general, los niños acceden espontáneamente a jugar juntos durante un tiempo, a menudo sin intercambiar nombres ni información personal, empezando de nuevo (sin ideas preconcebidas ni expectativas, ni confiando en convenciones) para ver a dónde podría conducir la amistad. La única condición de Irene: no te enamores de mí.
Carlos tiene razones que no comparte inmediatamente con Irene para aceptar su invitación a conocerse sin detalles onerosos. Recientemente ha descubierto que su esposa, María, está teniendo una aventura con el exnovio de Irene, Jorge. Unas semanas después de la separación de dos meses propuesta por María de su matrimonio, mientras un sospechoso Carlos la seguía, Carlos descubrió la aventura de María con Jorge (Gabino Diego), un poeta. Unos días más tarde, siguiendo a Jorge a una librería/café sin ser detectado, Carlos había sido testigo de la ruptura de Jorge con Irene y su consiguiente devastación. Fue en esa misma librería una semana más tarde que Irene, sin estar consciente de la conexión de Carlos con la amante de Jorge, se acercó a Carlos con la propuesta de “comenzar de nuevo”. Intrigado por la otra persona rechazada del “cuarteto”, Carlos no le revela inmediatamente a Irene la complicación de su relación “descargada”.
En una serie de ingeniosas conversaciones y situaciones, sin saber inicialmente los nombres de cada uno según los términos del proceso, Carlos e Irene intercambian filosofías de amor, vida, aspiraciones literarias y malas relaciones pasadas. Cada uno ayuda al otro a reevaluar las fallas de carácter que los hicieron susceptibles y obsesionados por los narcisistas. En el próximo encuentro con su némesis, cada uno puede resolver la relación enfermiza.

## Reparto
| Intérprete            | Personaje       |
| --------------------- | --------------- |
| Eduardo Noriega       | Carlos          |
| Michelle Jenner       | Irene           |
| Fele Martínez         | Cristobal       |
| Amaia Salamanca       | María           |
| Gabino Diego          | Jorge           |
| Jorge Usón            | Jesús, Camarero |
| María José Moreno     | Úrsula          |
| Cristina Gallego      | Mema            |
| Salomé Jiménez        | Lerda           |
| Irene López Caballero | Poochie         |
| Maxi Jiménez          | Maxi            |
| María Mira            | Camarera        |

## Producción
La película se filmó en las ciudades de Zaragoza (entre otros lugares, en su Plaza de España, el Parque Grande José Antonio Labordeta y el Museo Pablo Serrano), Teruel (en la plaza de su Fuente del Torico y en la Escalinata de Teruel) y el pueblo de Boltaña (Huesca), siendo el primer largometraje rodado íntegramente en las tres provincias aragonesas.

## Premios y candidaturas
La película participó en la sección oficial de la 19.ª edición del Festival de cine de Málaga.